# Günter Katz

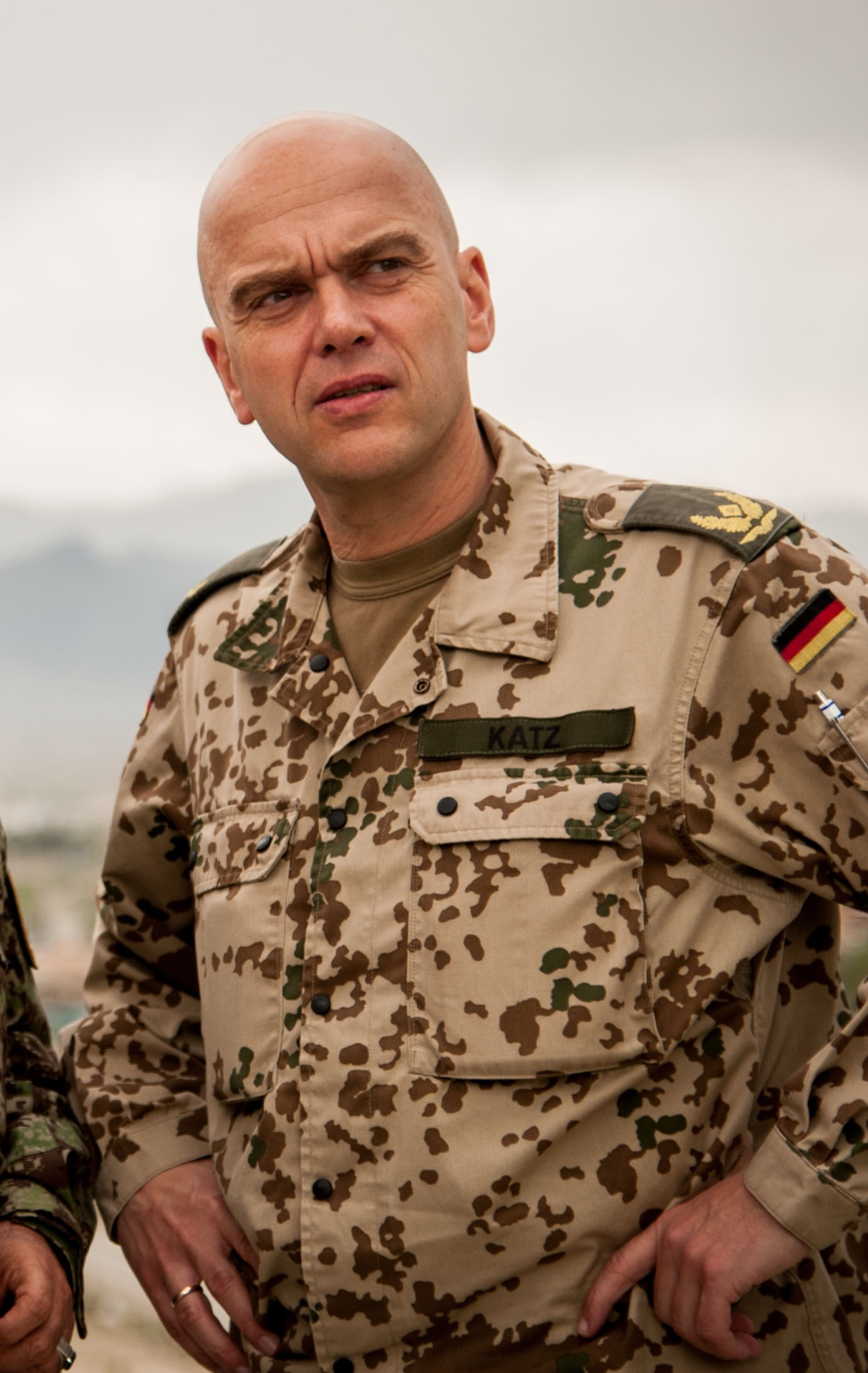
Günter Katz 2013 in Afghanistan

Günter Gustav Katz (* 29. August 1962 in Wiesbaden) ist ein Generalleutnant der Luftwaffe der Bundeswehr. Er ist seit dem 1. April 2021 Kommandierender General des Luftwaffentruppenkommandos in Köln.

## Militärische Laufbahn

### Ausbildung und erste Verwendungen
Beförderungen
- 1985 Leutnant
- 1987 Oberleutnant
- 1990 Hauptmann
- 1994 Major
- 1996 Oberstleutnant
- 2004 Oberst
- 2012 Brigadegeneral
- 2016 Generalmajor
- 2021 Generalleutnant

Günter Katz trat 1982 in die Luftwaffe als Offizieranwärter ein. Von 1983 bis 1985 durchlief er die Ausbildung zum Strahlflugzeugführer beim DtLwKdo USA/CAN mit einer anschließenden Verwendung als Strahlflugzeugführer auf dem Luftfahrzeug McDonnell F-4F beim Jagdgeschwader 71 in Wittmund, von 1994 bis 1996 war er dort Staffelkapitän der 2. fliegenden Staffel.
1996 war Katz Lehrgangsteilnehmer am Lehrgang Generalstabsdienst an der Führungsakademie der Bundeswehr in Hamburg. Es folgten von 2000 bis 2003 Verwendungen als Referent für Militärpolitische Grundlagen und bilaterale Beziehungen beim Führungsstab der Streitkräfte und von 2003 bis 2004 als Sprecher der Luftwaffe im Bundesministerium der Verteidigung. Im Jahr 2004 übernahm Katz den Dienstposten des Kommodore im Jagdgeschwader 73. 2007 kehrte er zum Führungsstab der Streitkräfte als Referatsleiter Militärpolitische Grundlagen und bilaterale Beziehungen zurück. Von 2012 bis 2013 war Katz, unter Ernennung zum Brigadegeneral, Sprecher der ISAF in Kabul und 2013 wurde er zum Leiter Fachabteilung Luft im Kommando Einsatzverbände Luftwaffe ernannt. Im Oktober 2014 übernahm er dann in Berlin-Gatow den Dienstposten des Abteilungsleiters Einsatz beim Kommando Luftwaffe. Von Oktober 2015 bis Juni 2018 war er Kommandeur Fliegende Verbände im Luftwaffentruppenkommando. Auf diesem Dienstposten wurde er 2016 zum Generalmajor befördert. Nach Übergabe dieses Dienstpostens an Brigadegeneral Jan Kuebart wurde Katz zum 1. Juli 2018 Nachfolger von Generalmajor Christian Badia als Amtschef des Luftfahrtamtes der Bundeswehr. Auf diesem Dienstposten folgte ihm Generalmajor Jan Kuebart.
Zum 1. April 2021 wurde Katz als Nachfolger von Generalleutnant Helmut Schütz, Kommandierender General Luftwaffentruppenkommando in der Luftwaffenkaserne in Köln. Auf diesem Dienstposten wurde er auch zum Generalleutnant befördert.

## Auszeichnungen
- Ehrenkreuz der Bundeswehr in Gold
- ISAF Einsatzmedaille der Bundeswehr
- NATO-Medaille ISAF
- Ehrenorden des italienischen Generalstabes
- US Orden „Legion of Merit“